# Reca
Reca es un municipio del distrito de Senec en la región de Bratislava, Eslovaquia, con una población estimada a final del año 2024 de 1729 habitantes.
Se encuentra ubicado al sureste de la región, en el valle del río Morava y cerca de la frontera con la región de región de Trnava y con Austria.

## Demografía
| Año        | 1994 | 2004    | 2014     | 2024     |
| ---------- | ---- | ------- | -------- | -------- |
| Población  | 1227 | 1244    | 1437     | 1729     |
| Diferencia |      | +1,38 % | +15,51 % | +20,32 % |

| Año        | 2023 | 2024    |
| ---------- | ---- | ------- |
| Población  | 1730 | 1729    |
| Diferencia |      | −0,05 % |